# Rive gauche du Rhin

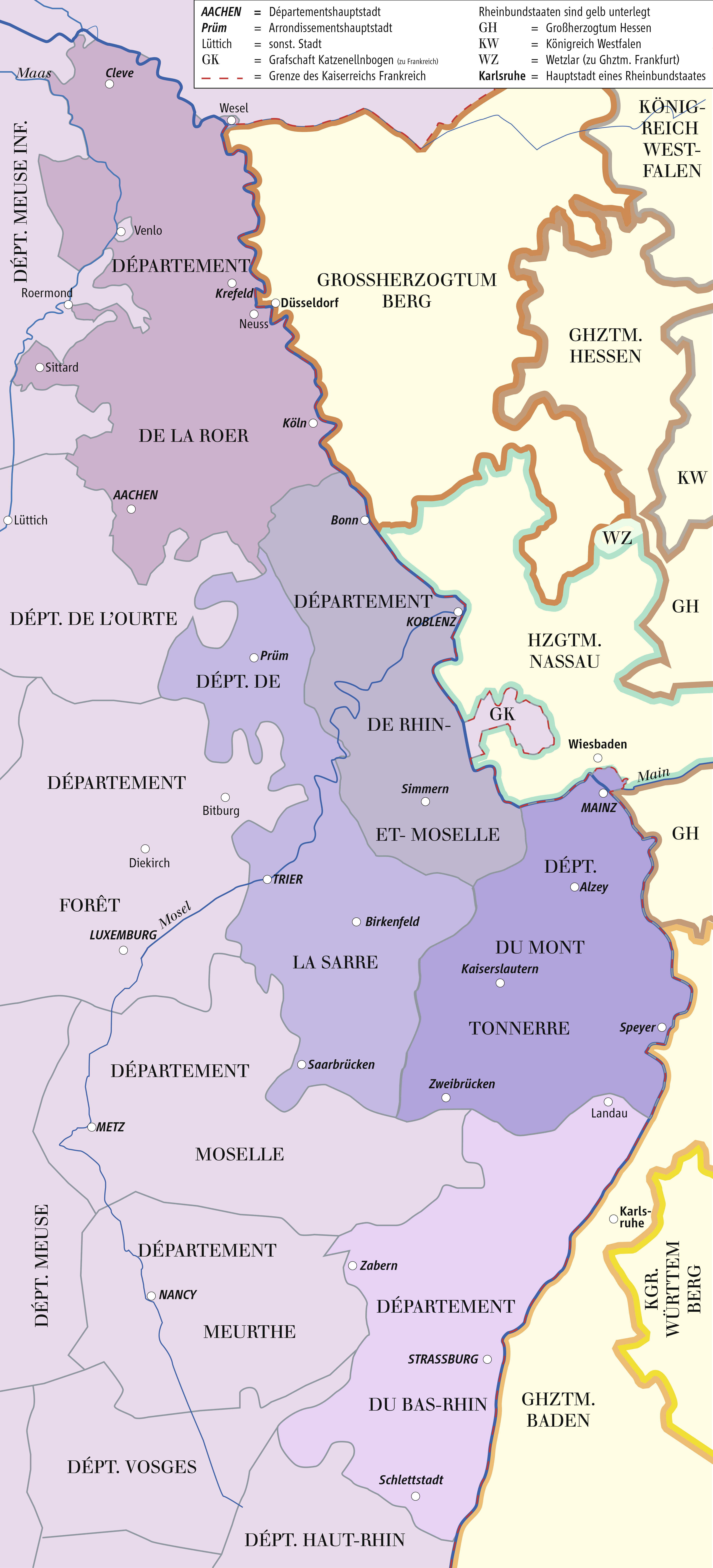
Les départements de la rive gauche du Rhin en 1812.

La France dans ses frontières de 1812.

On désigna jusque dans les années 1920 comme « rive gauche du Rhin » (en allemand linkes Rheinufer) les régions de l’Ouest de l'Allemagne qui avaient été conquises au cours de la guerre de la Première Coalition et annexées par la République française. Comme la création d’une république sœur avait échoué, les domaines situés sur la rive gauche de l’Allemagne furent réorganisés en départements sur le modèle français. Après la victoire des coalisés sur Napoléon en 1814, ces domaines furent administrés provisoirement par le département central d’administration temporaire. En 1816, une partie du territoire forma la circonscription bavaroise du Rhin (en allemand : Rheinpfalz) et la Rheinhessen, les domaines situés plus au nord revinrent à la Prusse et formèrent les provinces de Juliers-Clèves-Berg et le grand-duché du Bas-Rhin, d'où naîtra en 1822 la Rhénanie prussienne. Les territoires de la rive gauche allemande situés plus au sud et qui étaient déjà aux mains des Français depuis les XVIIe et XVIIIe siècles ne devinrent allemands qu’en 1871, pour former l’Alsace-Lorraine.

## Structure administrative
Dès la fin de l’automne 1794, l’armée française de la Révolution avait occupé la rive gauche. L’annexion fut reconnue dans la paix de Campo Formio (en 1797) et, définitivement, dans la paix de Lunéville (en 1801). 
En 1798, l’administration du territoire fut réorganisée sur le modèle français du département. Le Directoire confia cette tâche à l’Alsacien François Joseph Rudler, nommé Commissaire général du gouvernement de tous les pays conquis entre Meuse et Rhin et Rhin et Moselle. Rudler occupant alors le poste de juge à la Cour de cassation. Le découpage en quatre départements resta en vigueur jusqu’à la fin de l'occupation française (Franzosenzeit (de)) et, partiellement, encore au-delà.
- Département de la Roer, Rur-Departement (capitale Aix-la-Chapelle) ;
- Département de la Sarre, Saar-Departement (capitale Trèves) ;
- Département de Rhin-et-Moselle, Departement Rhein-Mosel (capitale Coblence) ;
- Département du Mont-Tonnerre, Departement Donnersberg (capitale Mayence).

Un domaine dans le Palatinat-Sud-Est (Palatinat du Sud et Sud-Est) fut ajouté au 
- Département du Bas-Rhin (capitale Strasbourg).

## Changement politiques
Avec la centralisation de l’administration calqué sur le modèle français, les lois françaises furent introduites. La levée de tous les privilèges corporatifs, l’établissement de l’égalité civile et d’un nouvel ordre de tribunal et l’introduction du Code civil en firent partie. La possession ecclésiastique fut sécularisée. Ceci eut comme conséquence une restructuration fondamentale de toutes les conditions de possession et de fortune. La bourgeoisie en profita en premier lieu. Dans le domaine de la politique de l’éducation, le succès fut moindre. Au lieu de reformer les universités, l’administration française établit des écoles centrales.
La critique venait des milieux influents ecclésiastiques mais aussi d’anciens jacobins allemands. Pendant que les uns se plaignaient de la sécularisation, les autres critiquaient la répression de la liberté. Dans toute la population, le mécontentement au sujet du service militaire obligatoire était très répandu.

## Vestiges linguistiques de la période française
Remontant à la période française, beaucoup de mots français ont laissé des traces dans le langage courant comme Plümo (lit de plume), Filou (Lausbub en allemand standard), Monnie (pour « argent »), Drottewaar (trottoir). À Coblence on qualifie de Schängel (terme péjoratif qui est une déformation du prénom français « Jean ») les enfants de mère allemande et de père français.